# Radio Saarbrücken
Radio Saarbrücken est une radio privée locale de Sarrebruck.

## Histoire
La station de radio fait partie de la chaîne de radios locales The Radio Group, créée en 2008 après un appel d'offres de fréquences radio de l'autorité des médias du Land de la Sarre.

## Programmation
La programmation consiste en un programme musical pop et rock allemand.